# 涼ケ岡八幡神社
涼ケ岡八幡神社（すずみがおかはちまんじんじゃ）は、福島県相馬市にある神社である。旧社格は郷社。宗教法人としての名称は「八幡神社（やわたじんじゃ）」。

## 祭神
誉田別命（応神天皇）、帯中彦命（仲哀天皇）、息長足姫命（神功皇后）を祀る。

## 由緒
社伝によれば、現在の鎮座地には大同年間に建てられた「若宮八幡」という古い祠があった。
元弘3年（1333年）に北畠顕家が後醍醐天皇により陸奥守を任じられ、建武2年（1335年）にその配下である白河城主の結城宗広（白川道忠）に宇多郷が与えられた。
結城宗広はかねてから信仰する八幡社を宇多郡にも建立したいと思い、良い場所を探していたところ、熊野堂の館（現在の相馬市中野地区清水）の南に「若宮八幡」という祠があった。そこは古樹が繁茂し奥深く静かな土地であったため、ここに八幡宮を建立し、若宮八幡の祠を摂社とした。
その後、天文年間になり、この地が相馬氏の所領にかわった後は代々崇敬され、相馬中村藩の鎮守社として祭典や社殿の修繕費用は全て藩費で賄われたという。
元禄7年（1694年）になると、特に当社を崇敬していた相馬中村藩第5代藩主である相馬昌胤により新しい宮殿の造営や境内整備が行なわれ、翌年の元禄8年（1695年）に完成した。総ケヤキ材を用いて造営された宮殿は、近郷でも群を抜く壮美なものであったため「相馬日光」と称された。昌胤の造営後は社号を「八正宮」と称したが、明治維新後に八幡神社に改称した。明治6年(1873年)には宇多郡25ヶ村の郷社となった。

## 境内
- 鳥居・参道：鳥居をくぐると神路橋と放生池がある。

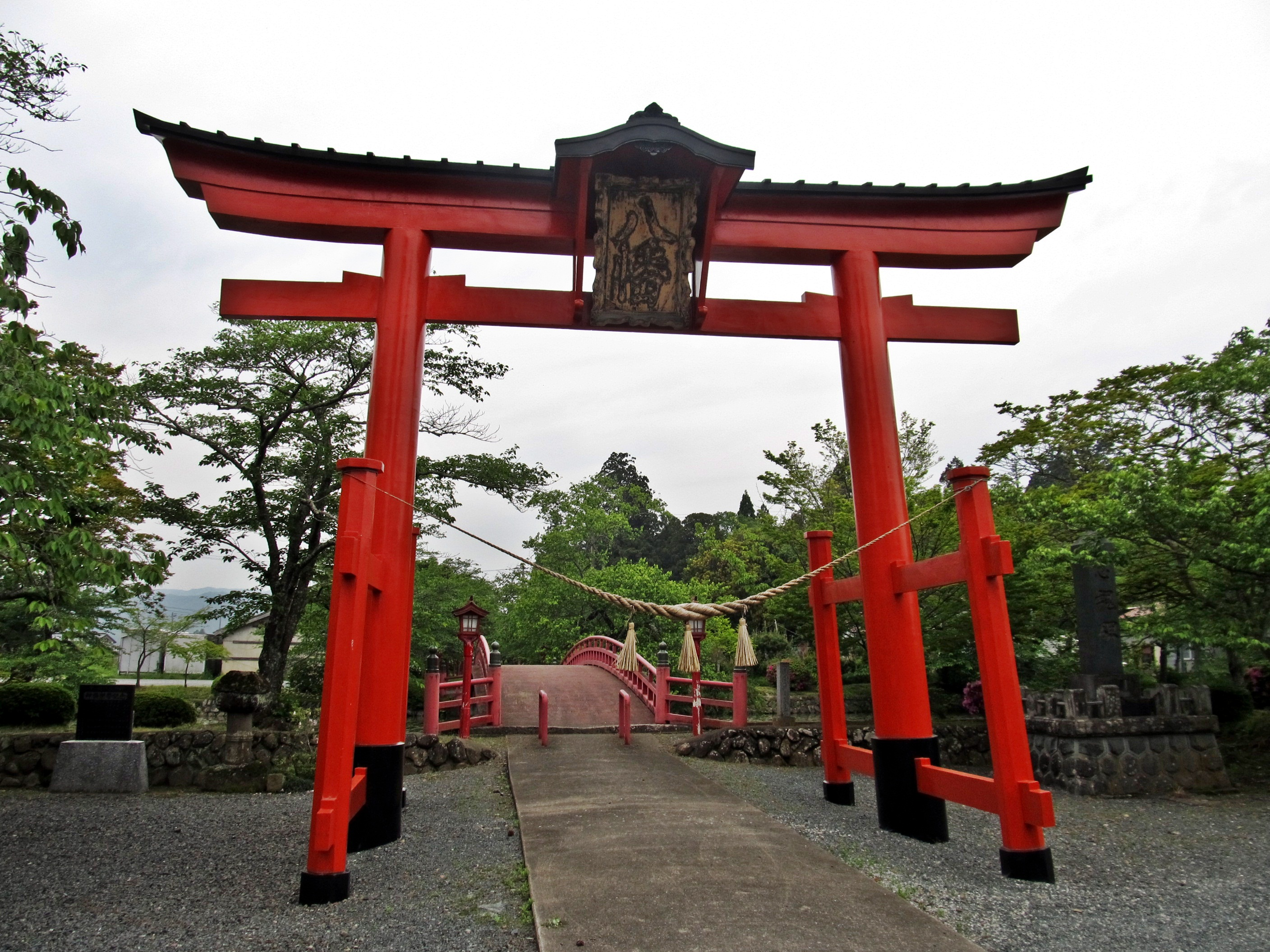
涼ヶ岡八幡神社鳥居
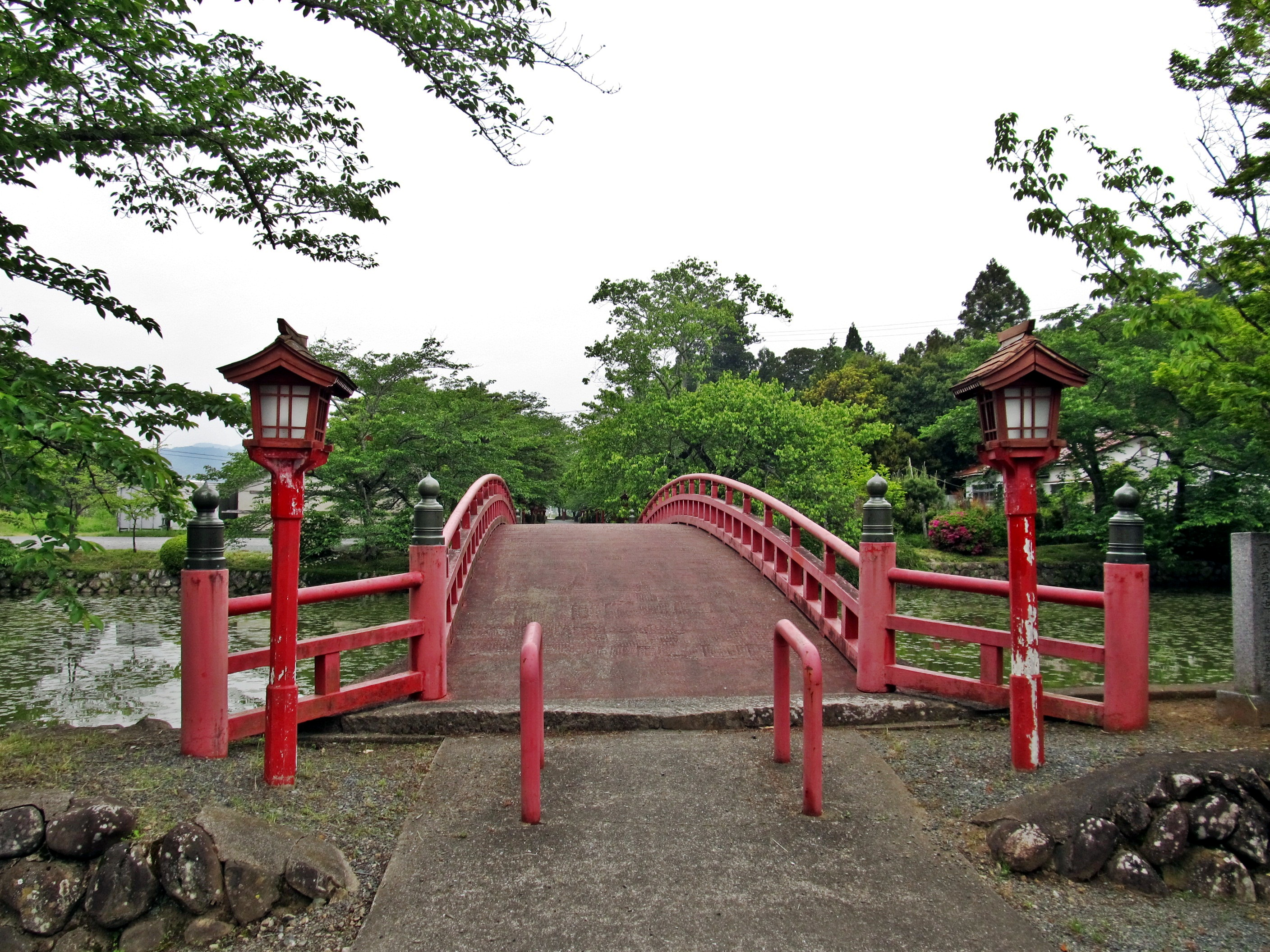
涼ヶ岡八幡神社の神路橋と放生池

- 随神門（国の重要文化財）

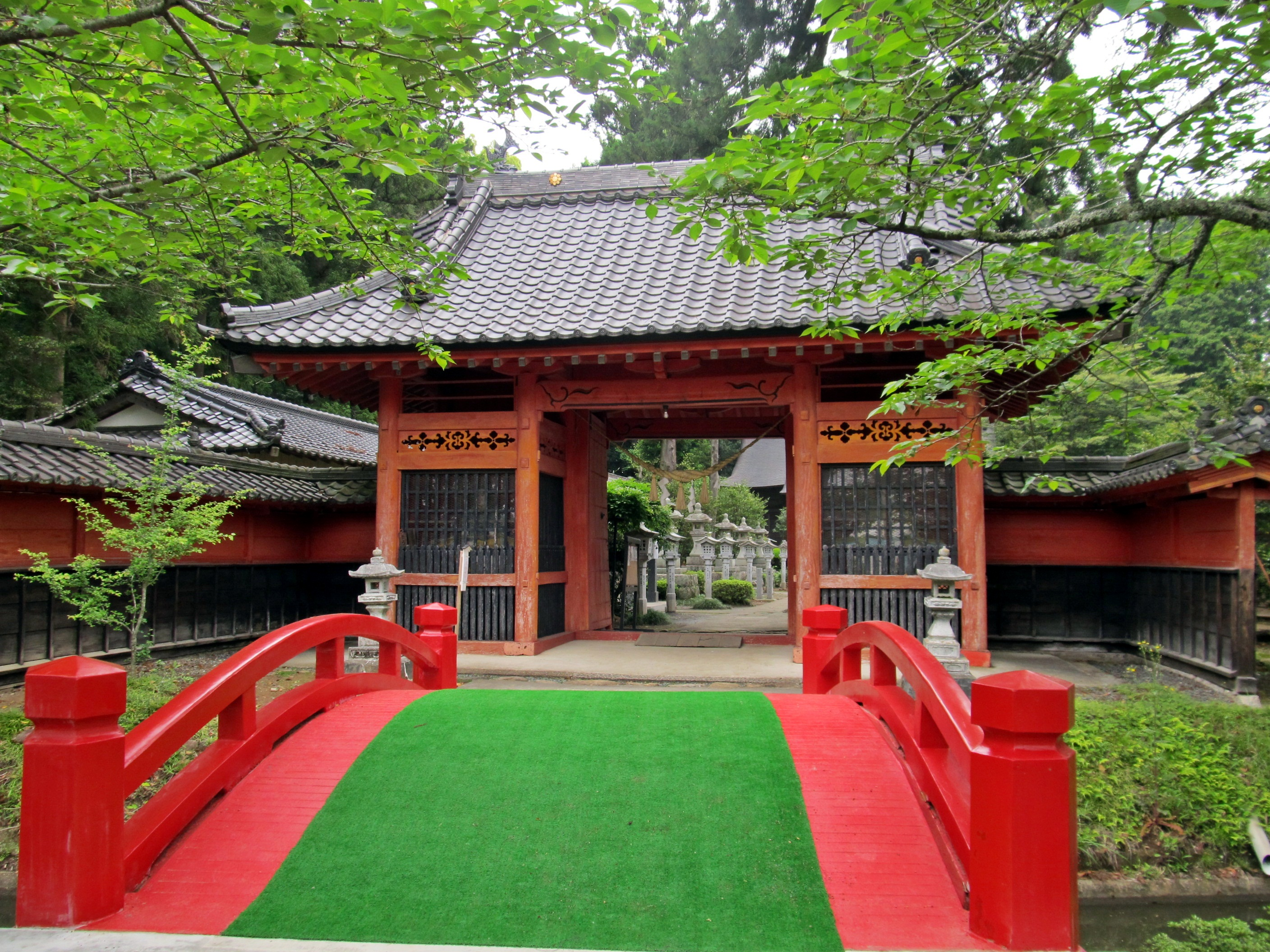
涼ヶ岡八幡神社随神門

- 拝殿・幣殿・本殿（国の重要文化財）
  - 元禄8年（1695年）の完成。入母屋造りの拝殿と三間社流造の本殿を幣殿で接続して1棟とする権現造の社殿である。屋根はもとは茅葺だったが、現状は銅板葺きとする。本殿は外面の羽目板に桔梗唐草などの装飾彫刻を施し、内部は彩色と漆塗で装飾する。本殿内陣には、朱塗りの入母屋造りの宮殿（くうでん）が3基納められており、天井には鳳凰と龍の絵が描かれている[2]。彫刻・天井絵・壁画などが江戸時代中期の装飾型神社建築の先駆的建造物であるという評価により、拝殿・幣殿・本殿は国の重要文化財に指定され、本殿内陣の宮殿3基と拝殿の扁額1面は重要文化財の附（つけたり）指定となっている。拝殿正面に掲げられた「八正宮」の扁額は後陽成天皇の第十五皇子である梶井宮沙門慈胤の書である。

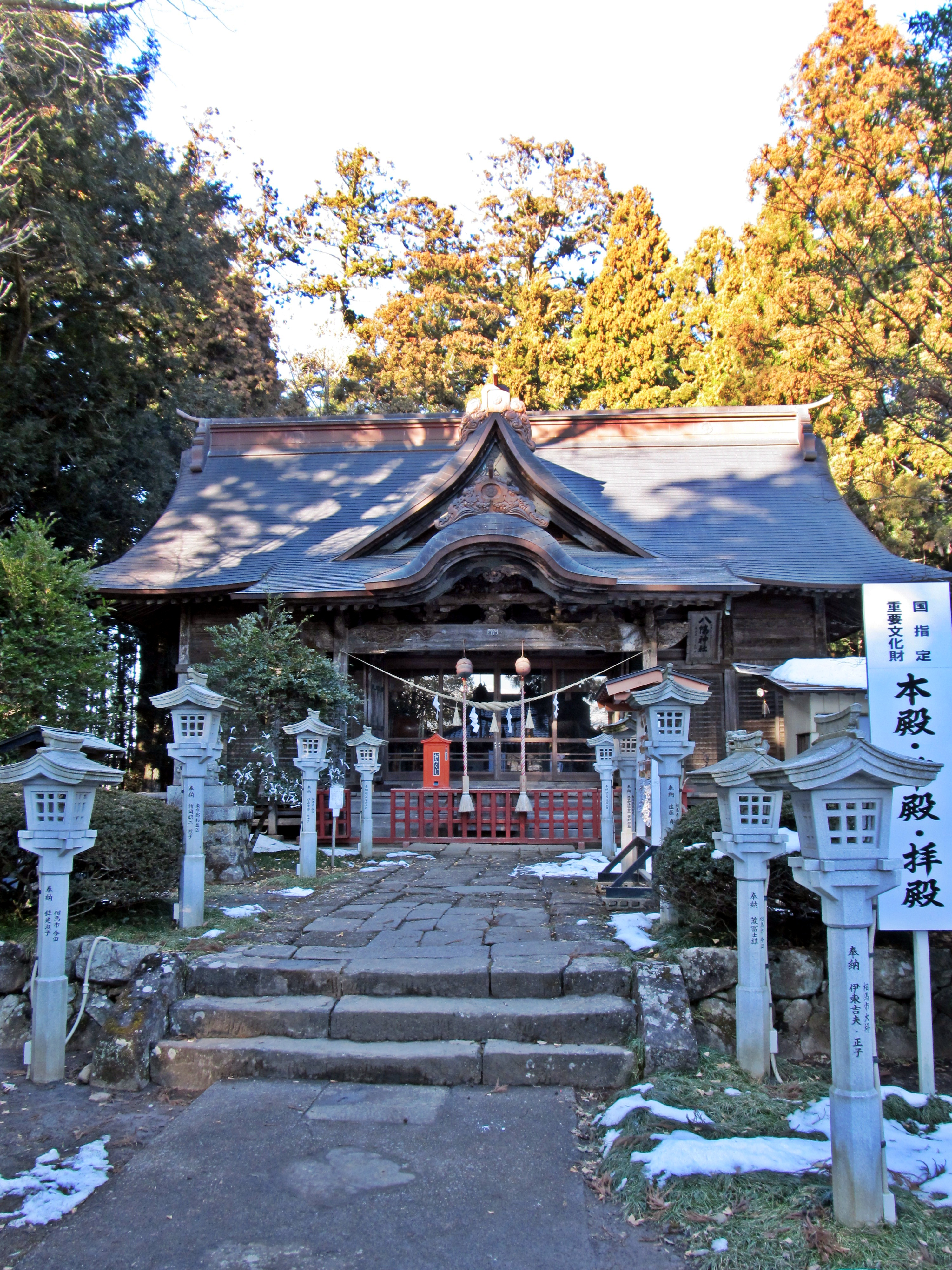
参道から拝殿を望む
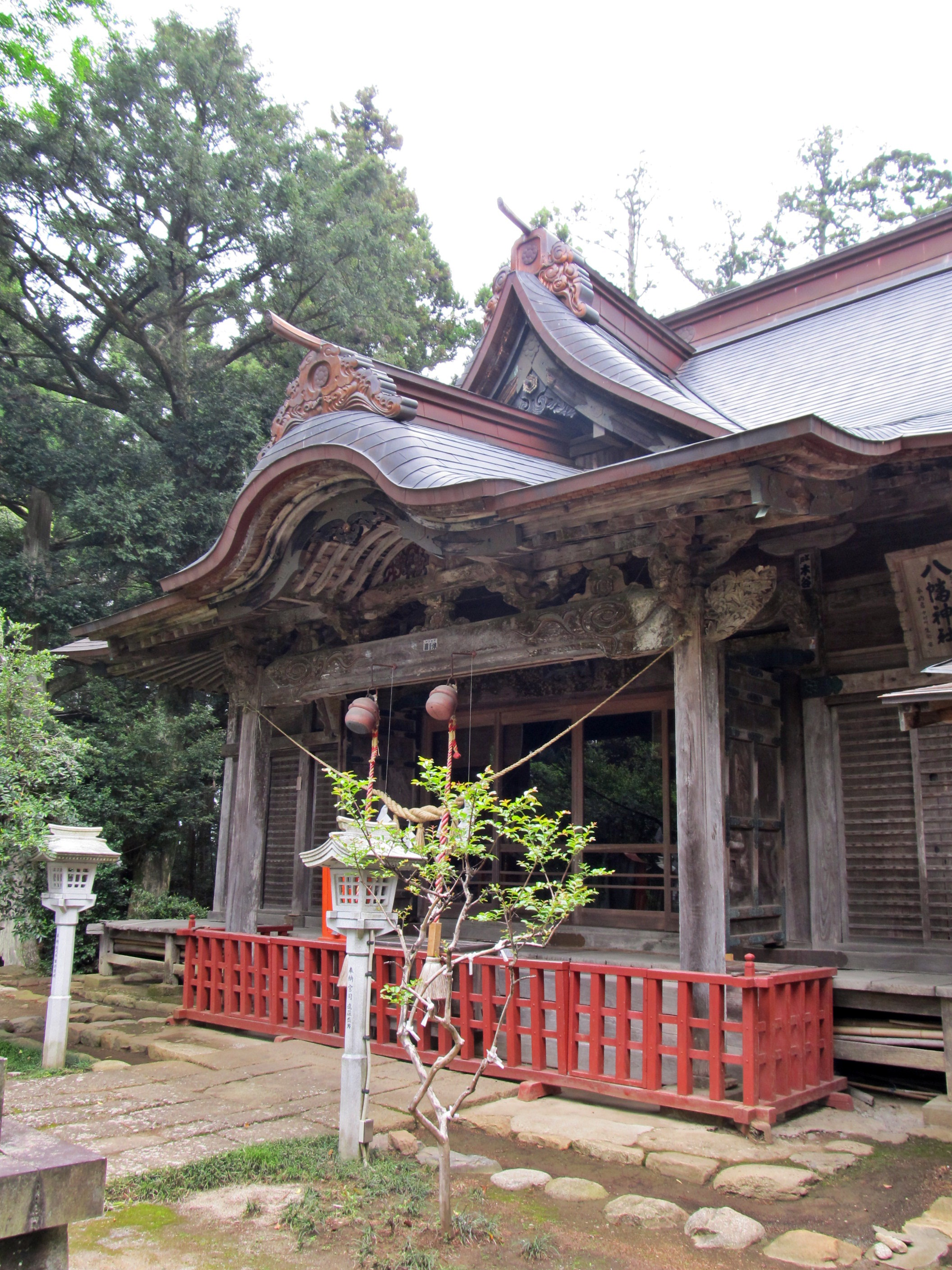
涼ヶ岡八幡神社拝殿
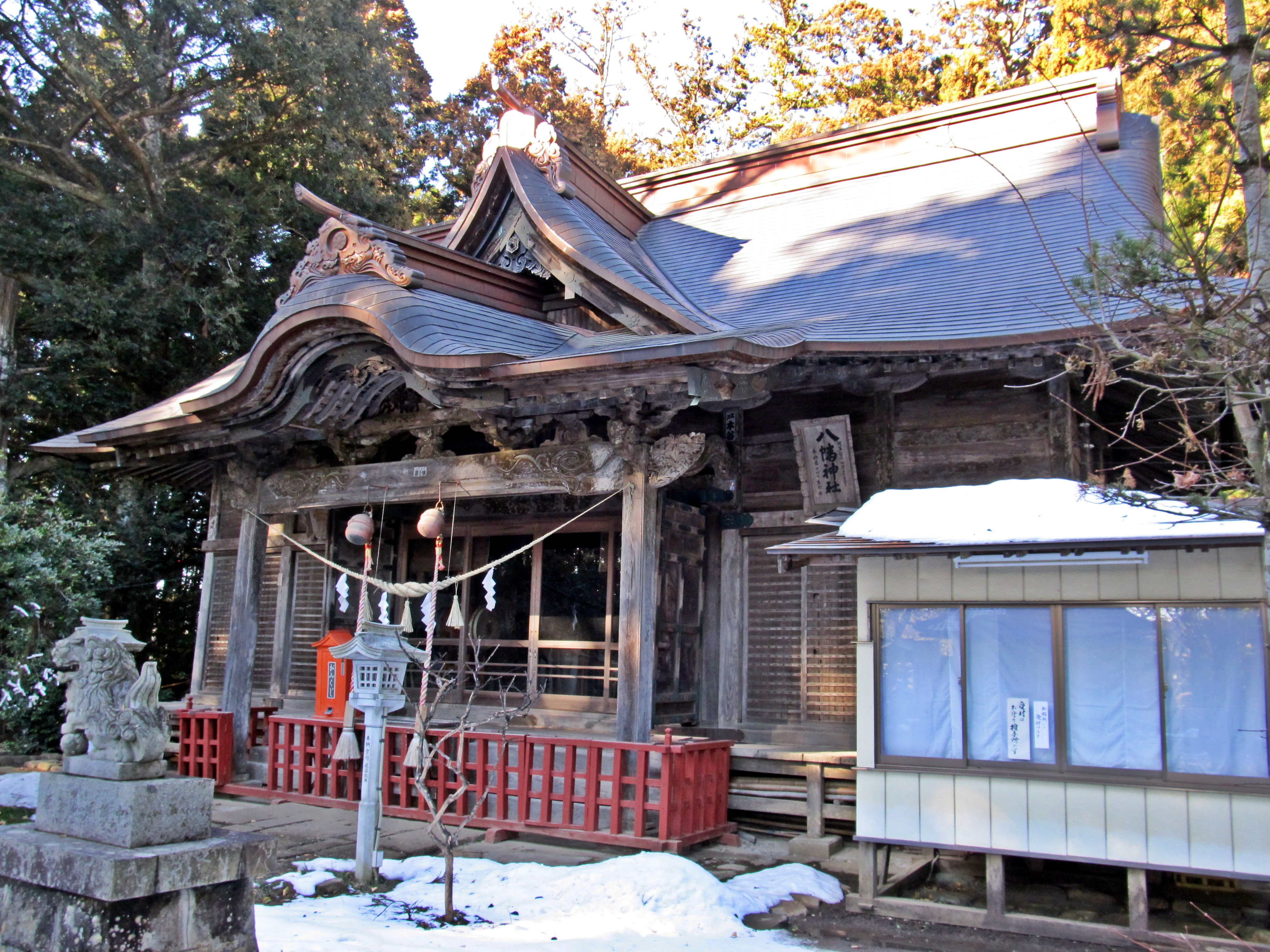
涼ヶ岡八幡神社拝殿

本殿外壁の3面ある胴羽目には「桔梗唐草」の彫刻がされ、この桔梗唐草は同一の下絵を使用して彫られたものと考察されている。

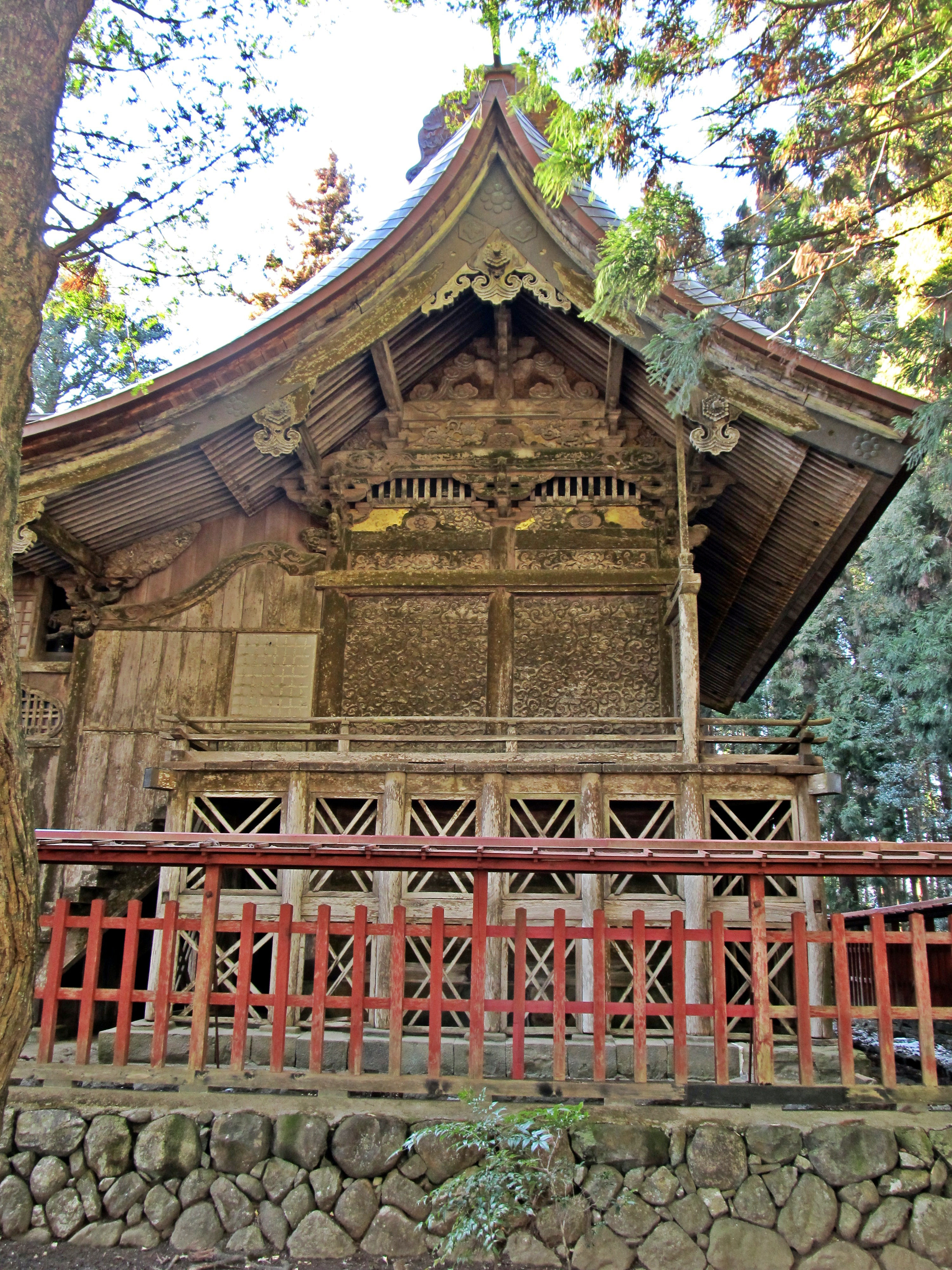
涼ヶ岡八幡神社本殿東面 二重虹梁大瓶束（にじゅうこうりょうたいへいづか）の妻飾が見える
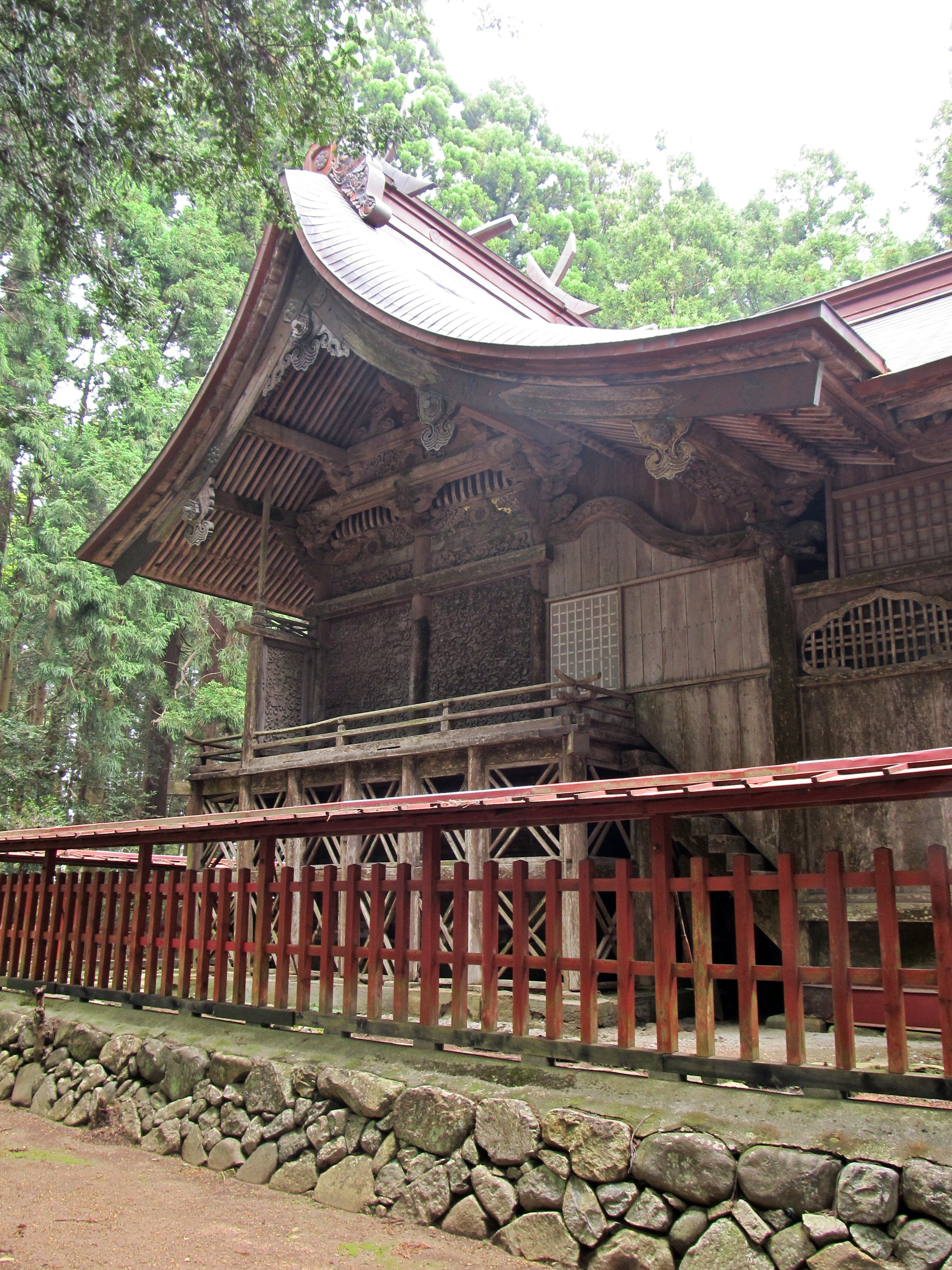
涼ヶ岡八幡神社本殿西面
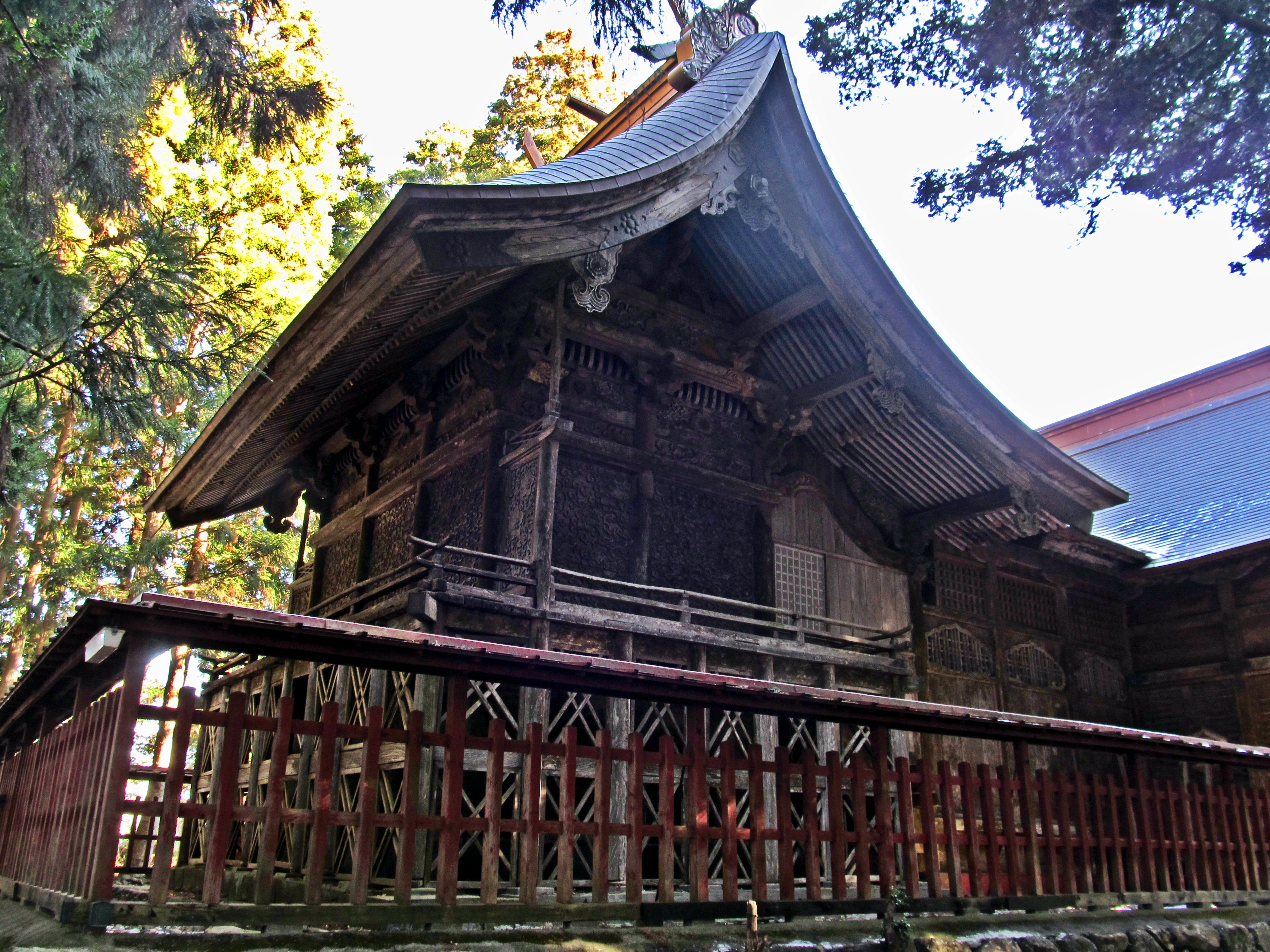
涼ヶ岡八幡神社本殿（北西から見る）
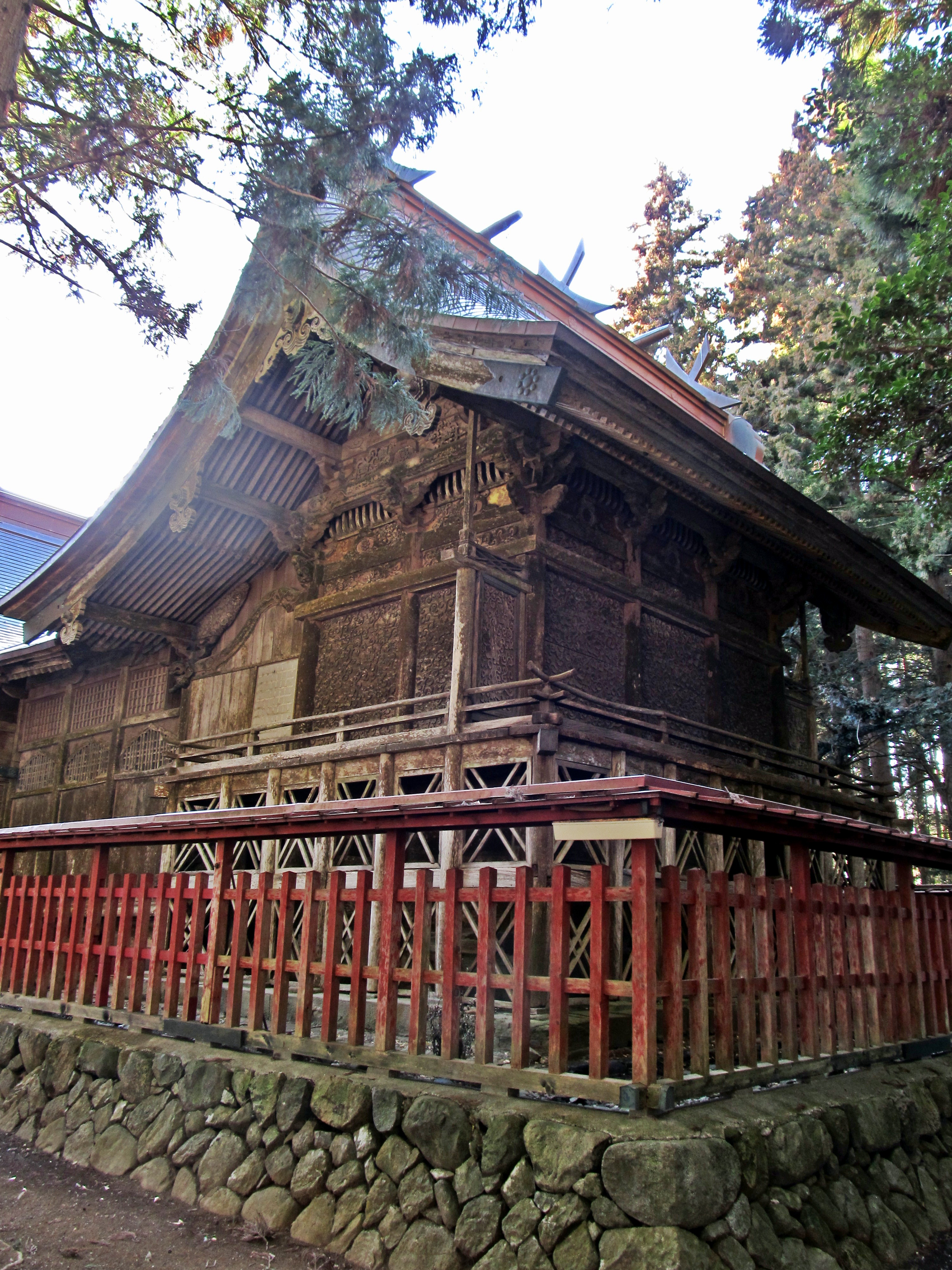
涼ヶ岡八幡神社本殿（北東から見る）

- 境内社
  - 若宮八幡宮（国の重要文化財、宮殿は重要文化財の附指定）
    - 大同年間に創立し、涼ヶ岡八幡神社創建前からこの地に鎮座していた祠である。現社殿は江戸時代の建立で三間社流造。祭神は若宮（中座）が仁徳天皇（応神天皇の御子神）、上高良が武内宿禰、下高良が高良玉垂命（藤大臣連保）である。

  - 亀齢社（国の重要文化財）
    - 拝殿西側に鎮座する。社殿は一間社流造で、祭神は相馬中村藩第8代藩主の相馬恕胤である。元は元禄8年に相馬昌胤により第16代当主の相馬義胤を祀る「劔社」として建てられたもので、天保13年（1842年）に現在の相馬市小泉に鎮座する熊野神社境内に寛政7年（1795年）に建立されていた亀齢社を相殿神として合祀した。明治21年（1888年）に劔社は相馬神社境内に遷されたため、現在は亀齢社のみが残されている。

  - 住吉神社・粟島神社・貴布根神社（国の重要文化財（附指定））
    - 住吉神社（祭神：住吉三神）・粟島神社（祭神：少彦名命）・貴布根神社（祭神：高龗神）は元禄8年に建立されたもので、当初は三社とも別棟であったが、天保13年に一間社流造の社殿にまとめられた。住吉社は家内安全・商売繁盛、粟島社は国土開発・諸行繁栄、貴布根社は祈雨止雨の神として信仰されている。

  - 富士神社
    - 祭神は木花咲耶姫で、山神・火の神・安産・酒造の神として信仰されている。中村の旧家の氏神であったもので、平成元年に境内へ遷座された。

  - 稲荷神社（国の重要文化財（附指定））
    - 祭神は保食神（宇気母智神）で、食物や農耕の守り神とされる。元禄8年に大宮司であった田代左京進賢信により勧請された。

  - 多珂神社（多賀神社）・足尾神社（国の重要文化財（附指定））
    - 多珂神社（祭神：伊邪那岐命）・足尾神社（祭神：猿田彦命）は、元禄8年に八幡宮の別当寺であった八幡寺の僧である専海により建立された。多珂神社は健康長寿の神、足尾神社は健脚・交通安全の神として信仰されている。

  - 體興霊神（たいこうれいしん）
    - 相馬家の直祭社であり、祭神として相馬恕胤の家老である門馬八郎兵衛隆経を祀る。安永2年（1773年）に無実の罪で処刑され、それ以降城内で祟りが続いた。そのため、寛政5年（1793年）に相馬祥胤が現在の相馬市小泉の熊野神社境内に「筒宮」という祠を建て、門馬八郎兵衛隆経の霊を慰めたものの祟りは収まらなかった。文化13年（1816年）に、相馬祥胤は断絶していた門馬家を門馬八郎兵衛隆経の曾孫をもって再興し、現在の相馬市中野地区反町に「體興霊神」を建立し筒宮を合祀したところ、それ以降は祟りや奇怪な出来事はおさまったという。

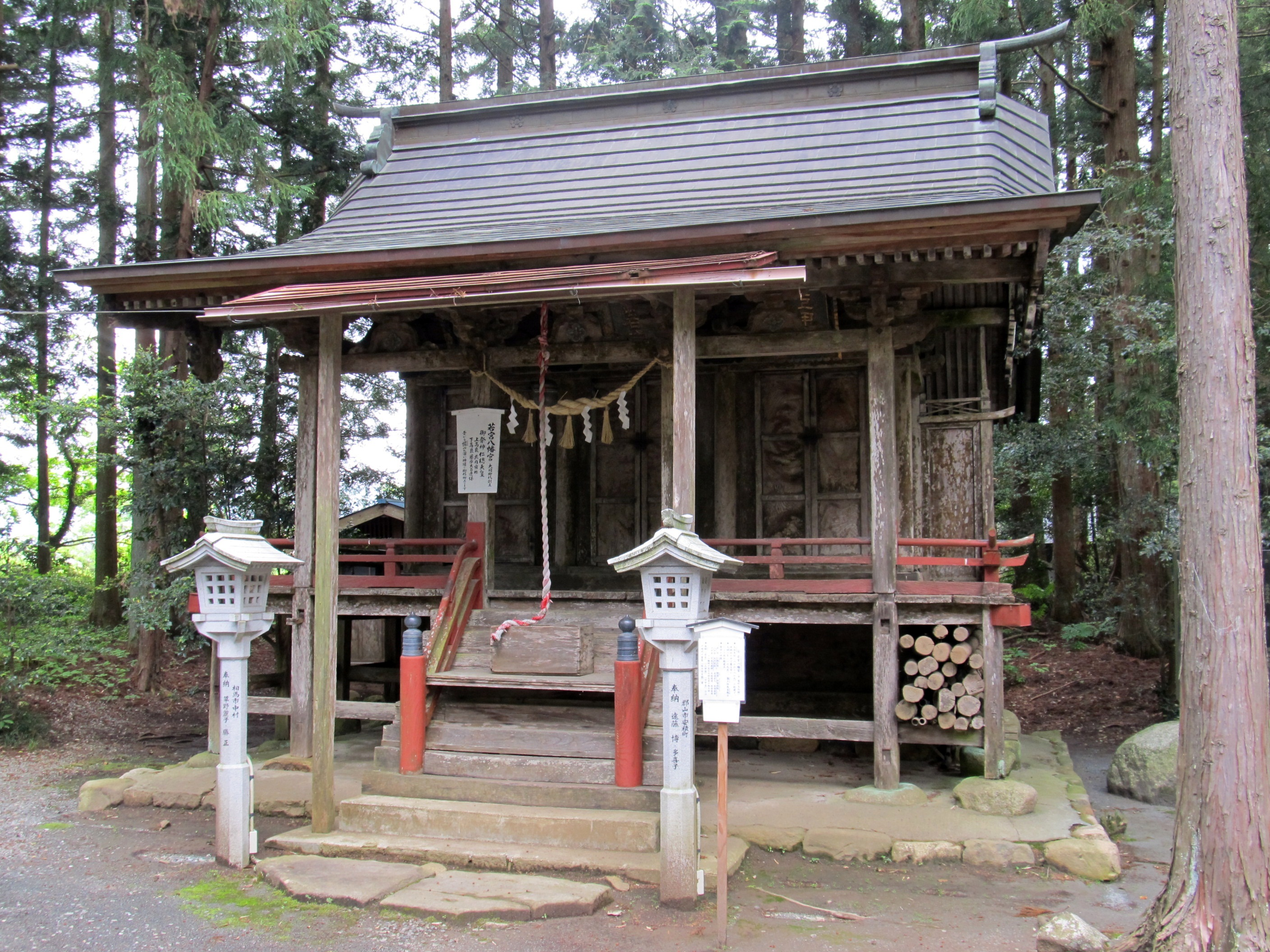
若宮八幡宮
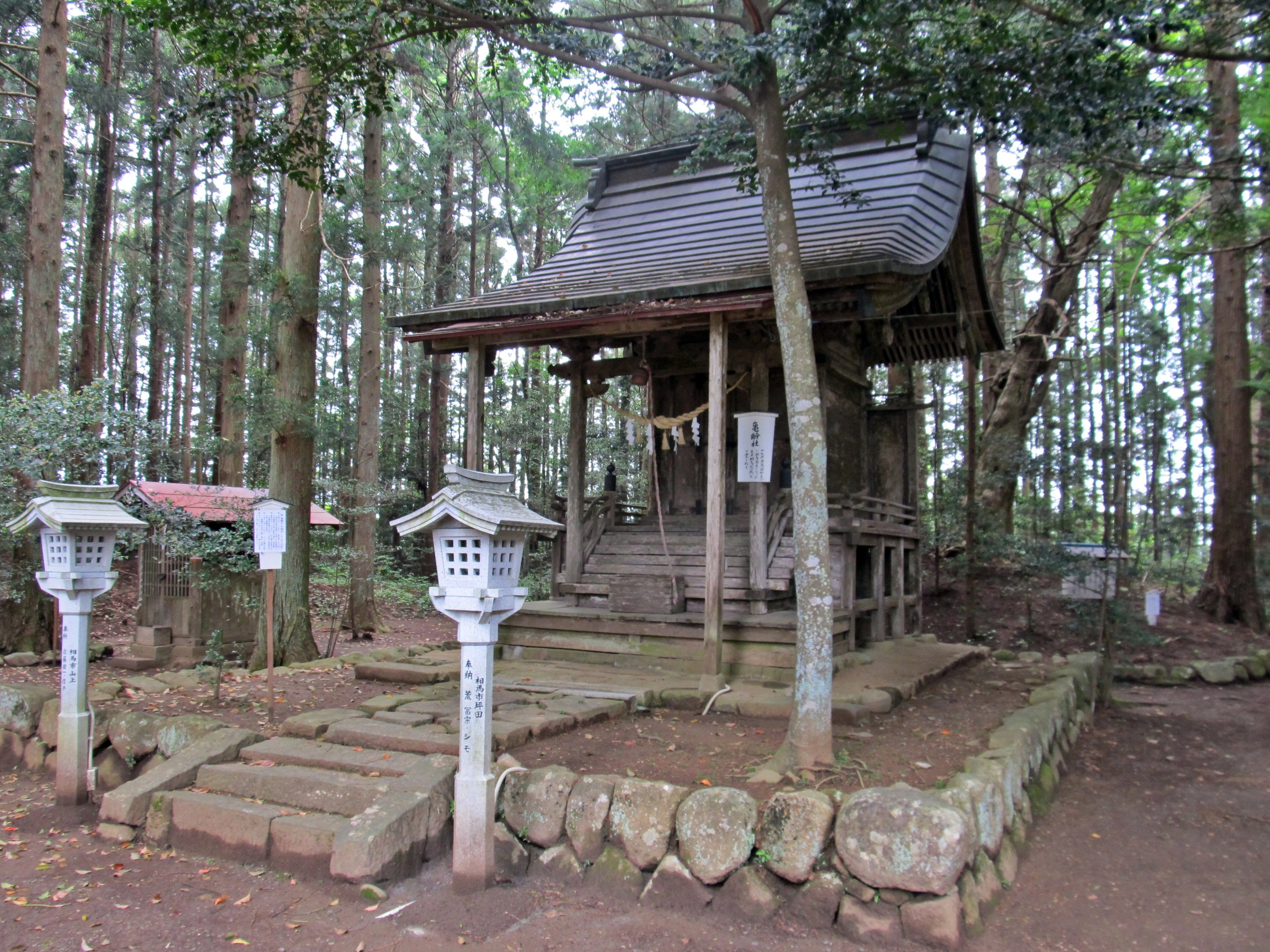
亀齢社
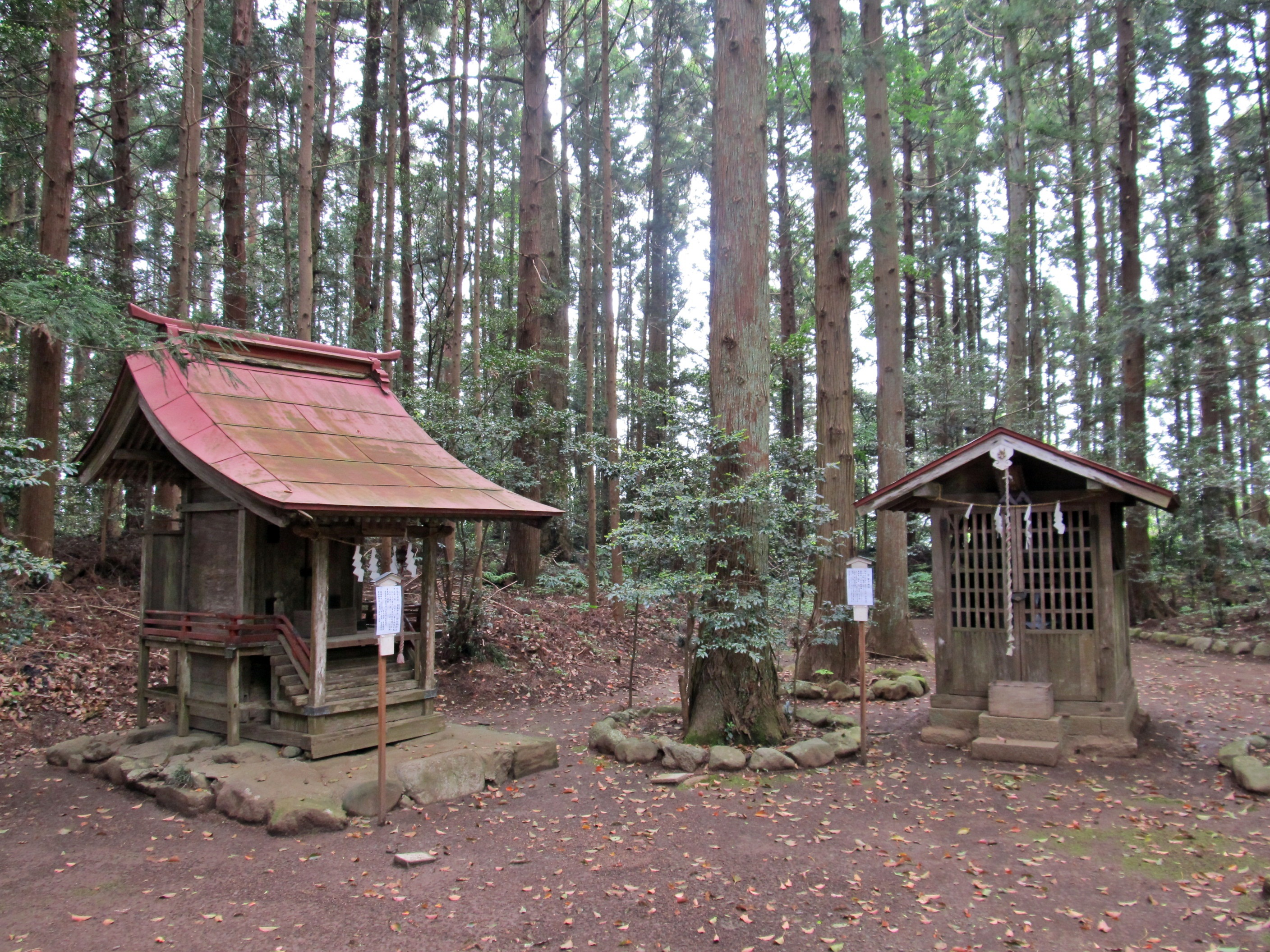
住吉・粟島・貴布根神社（左）と富士神社（右）
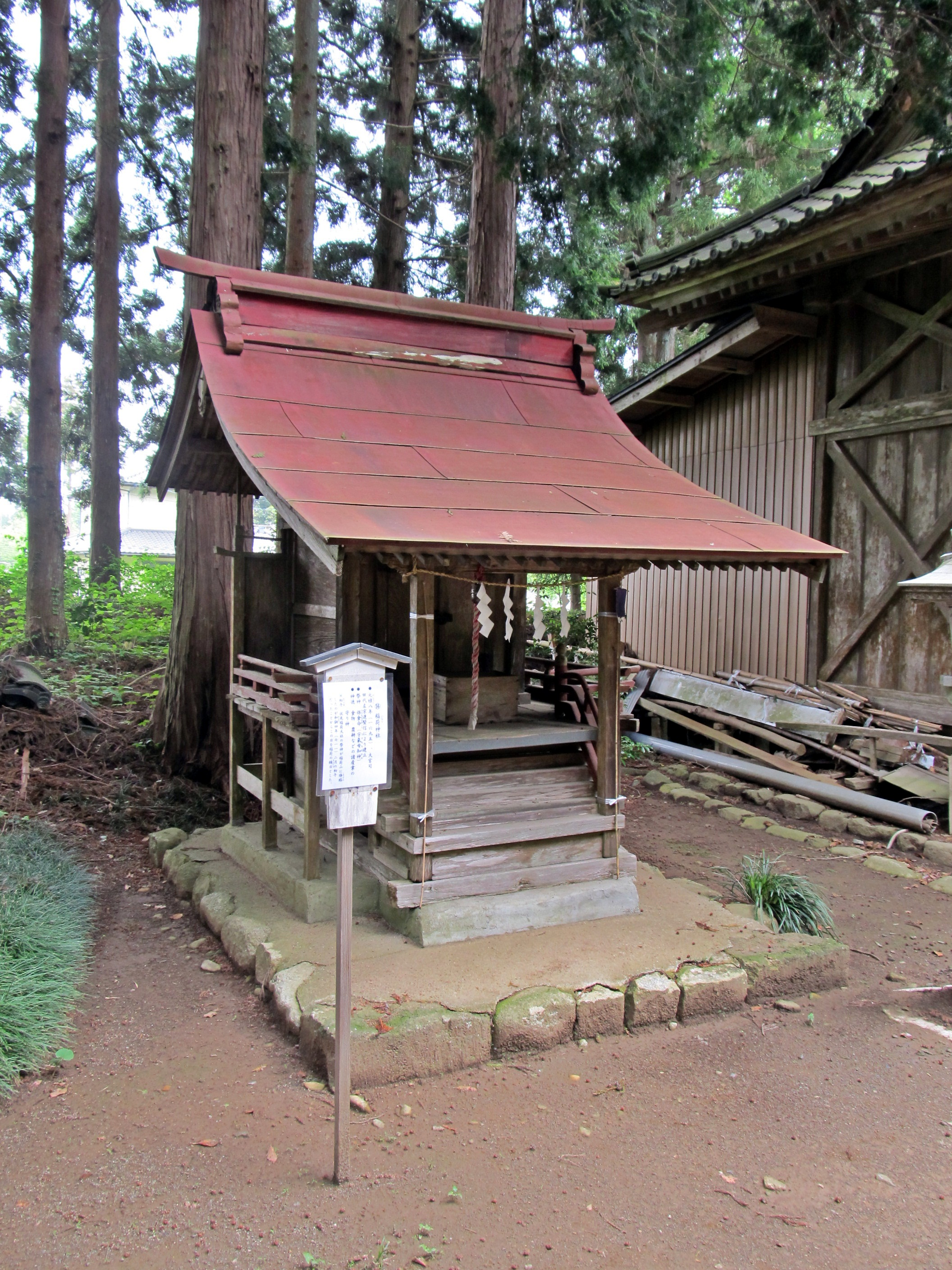
稲荷神社
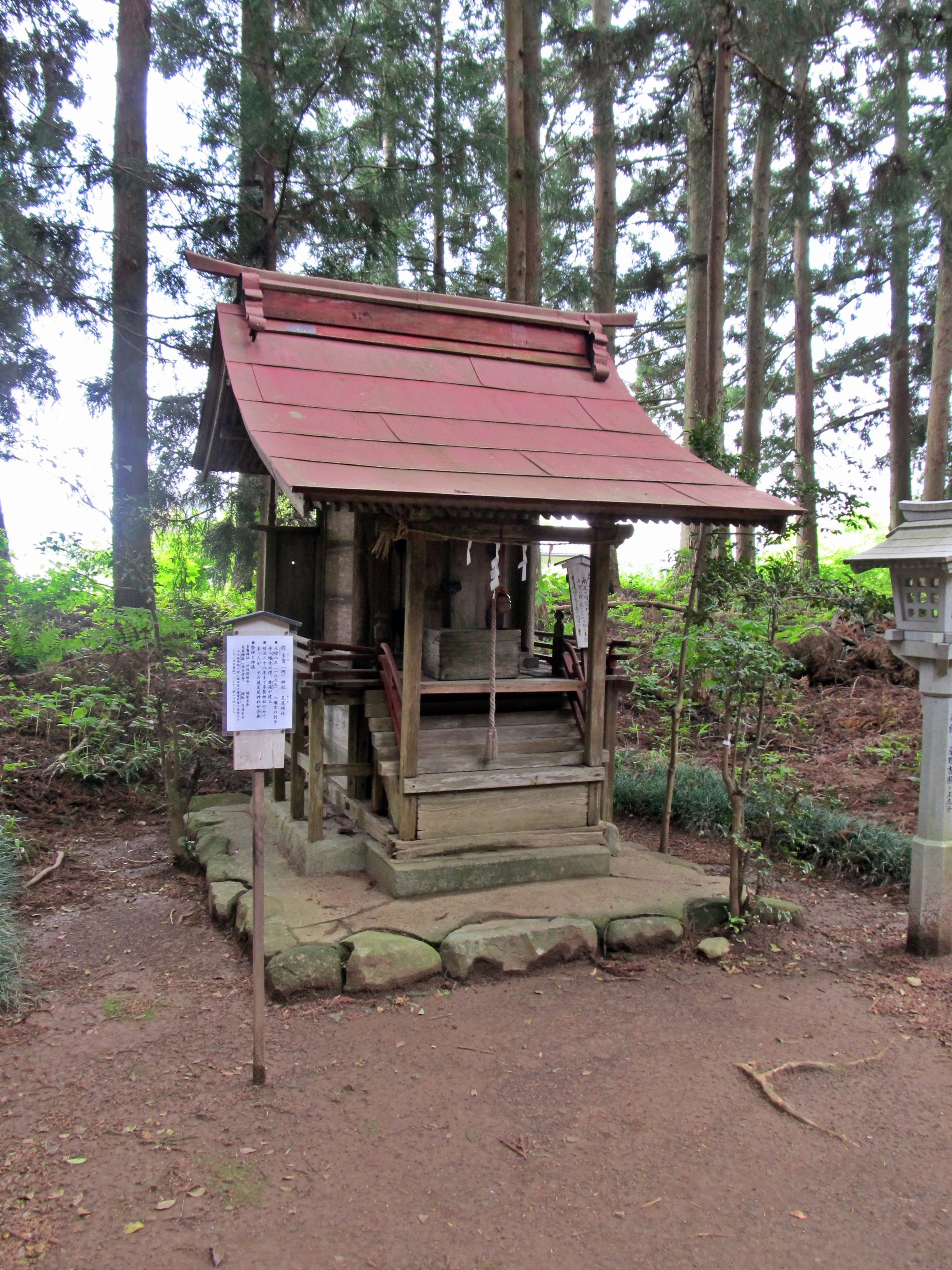
多珂神社・足尾神社（相殿）
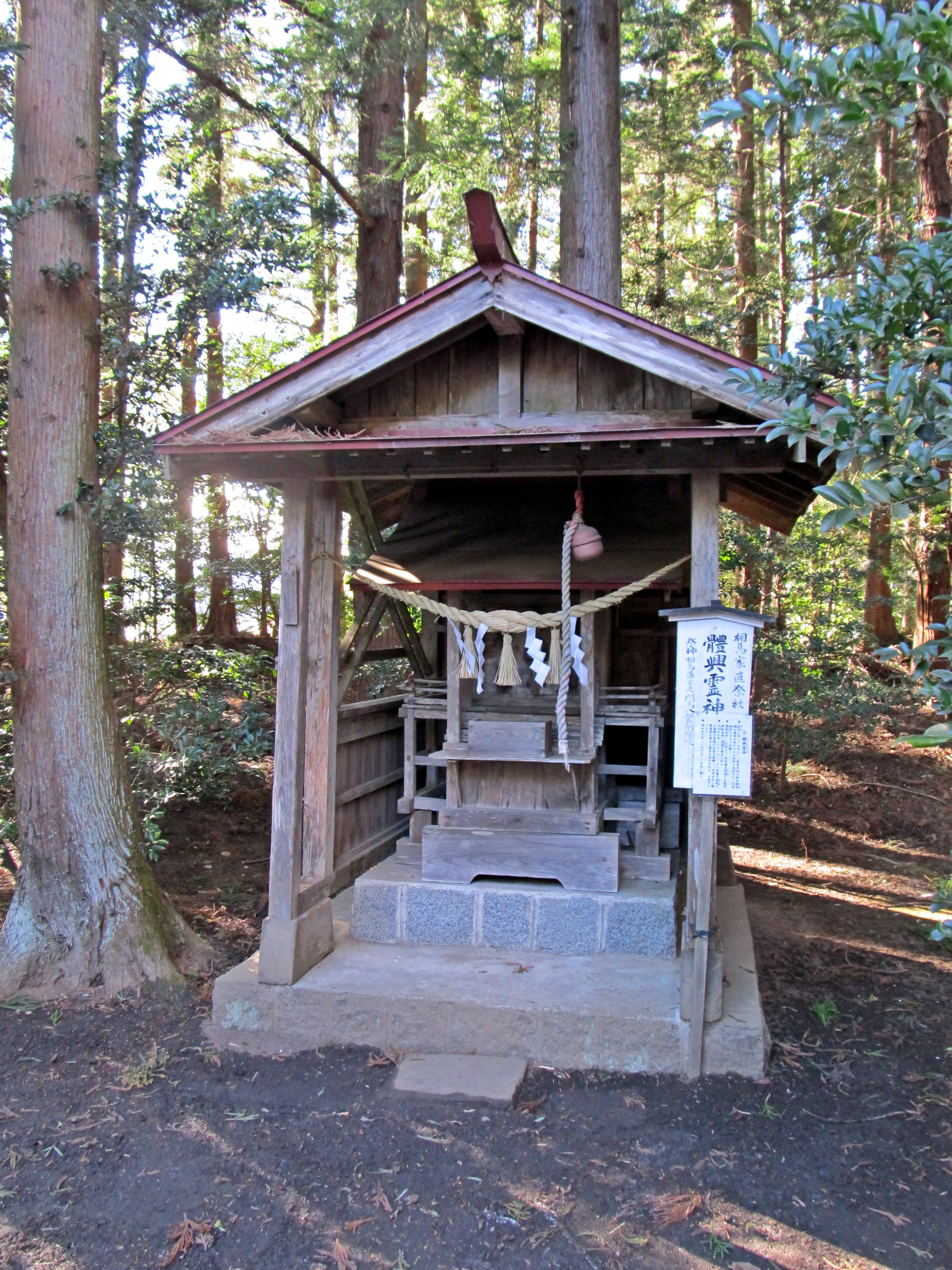
體興霊神

- その他に、境内には結城宗広が出陣時に八幡宮に祈願し戦勝した後に弓矢と旗を埋めたという「矢旗塚」、2本の榧が幹の途中でつながっている「縁結びの榧（カヤ）」、樹齢800年の御神木の「夫婦杉」（市指定天然記念物）、絵馬殿、社務所兼福島県神社庁相馬支部がある。

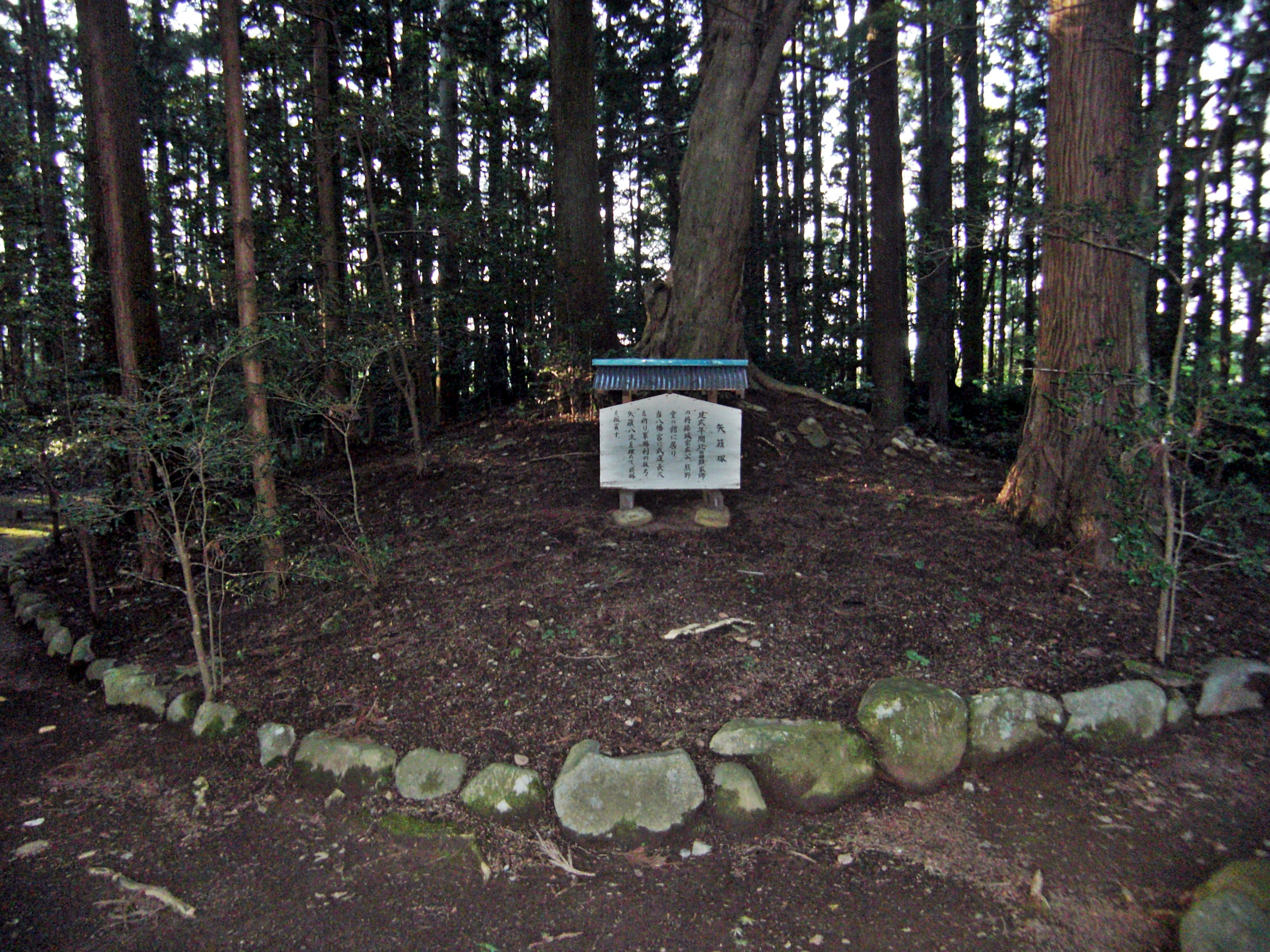
矢旗塚
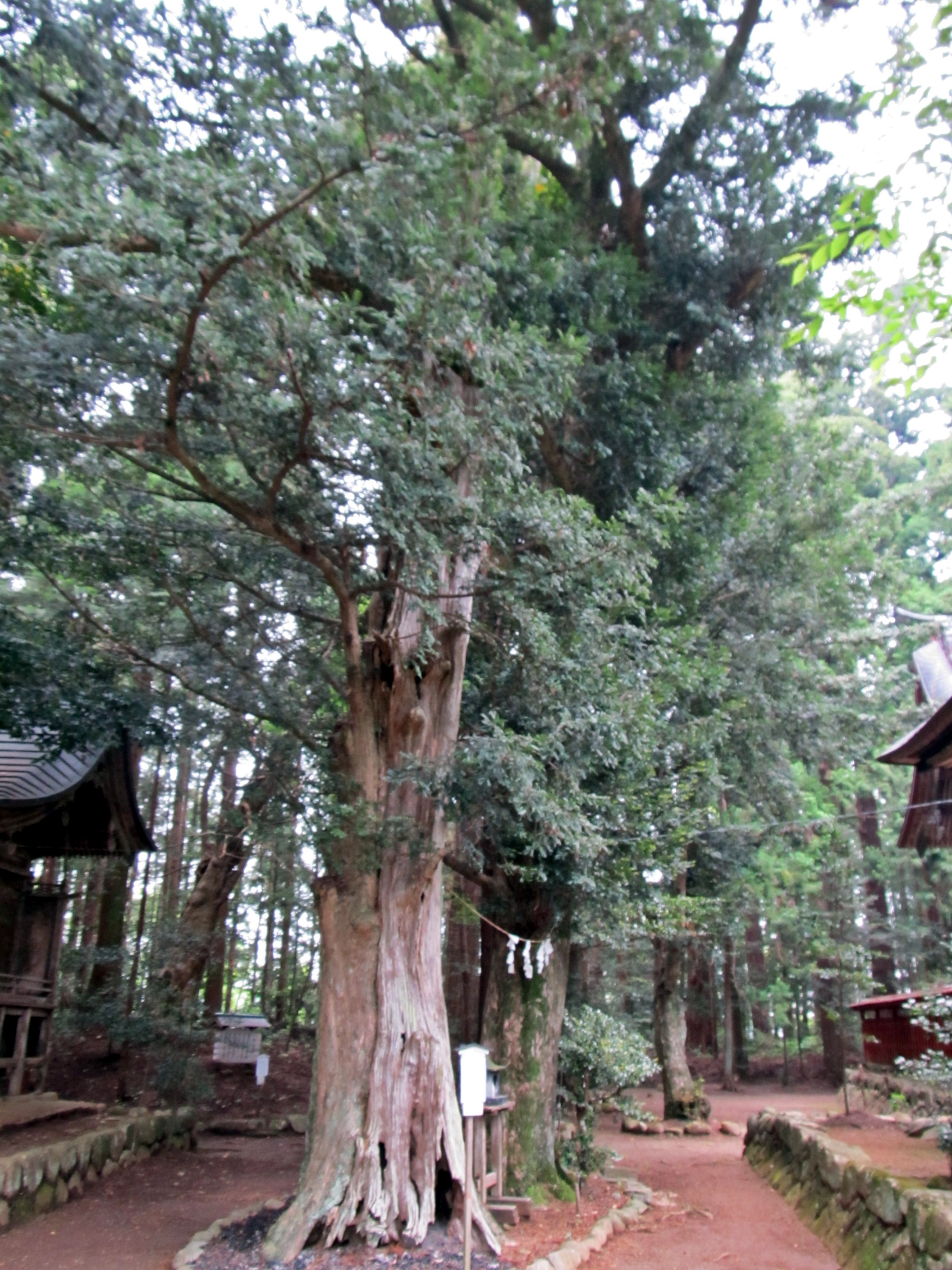
縁結びの榧
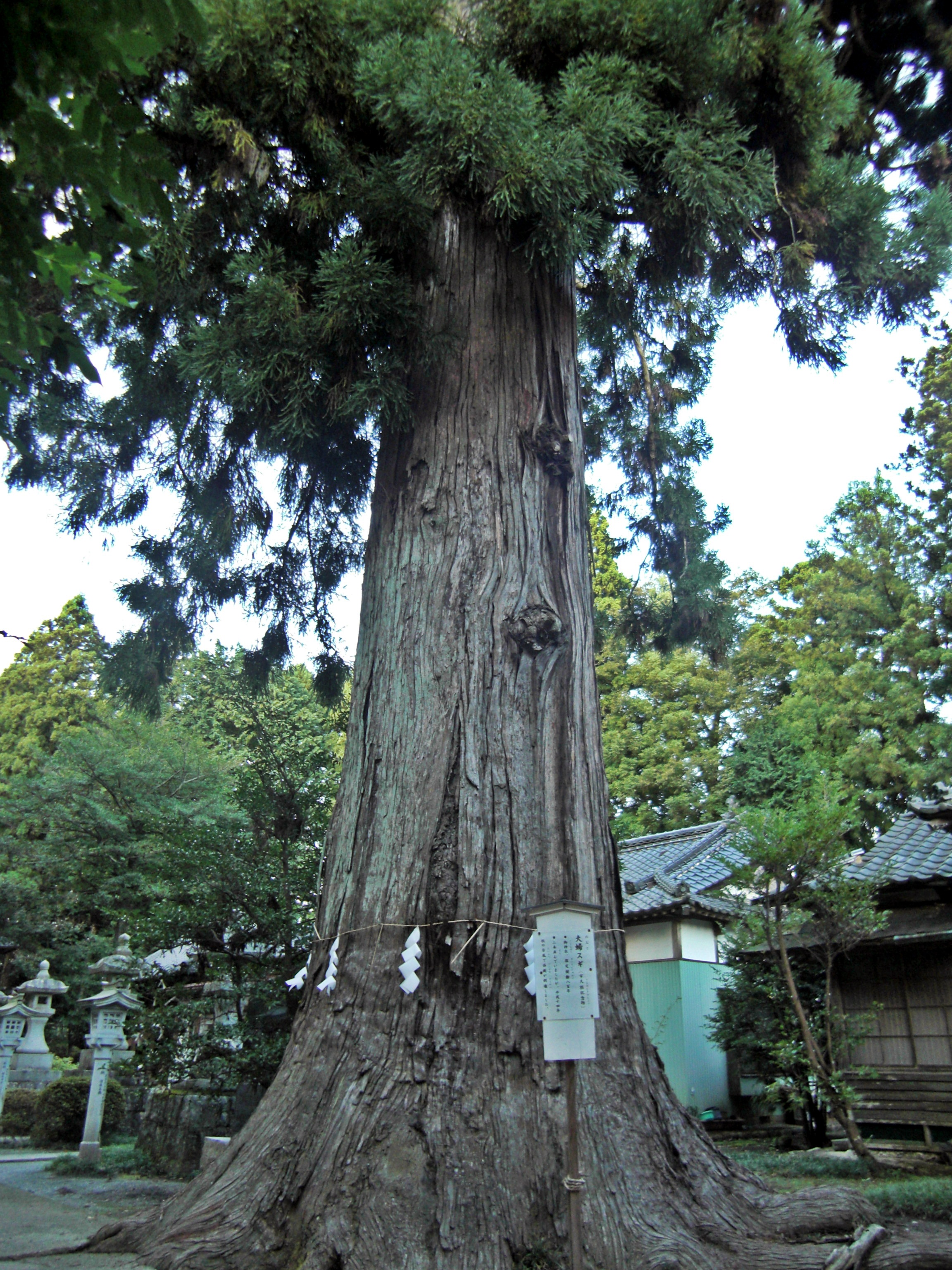
涼ヶ岡八幡神社の夫婦杉 2本あったが平成14年に1本が倒壊したため、現在は1本のみである
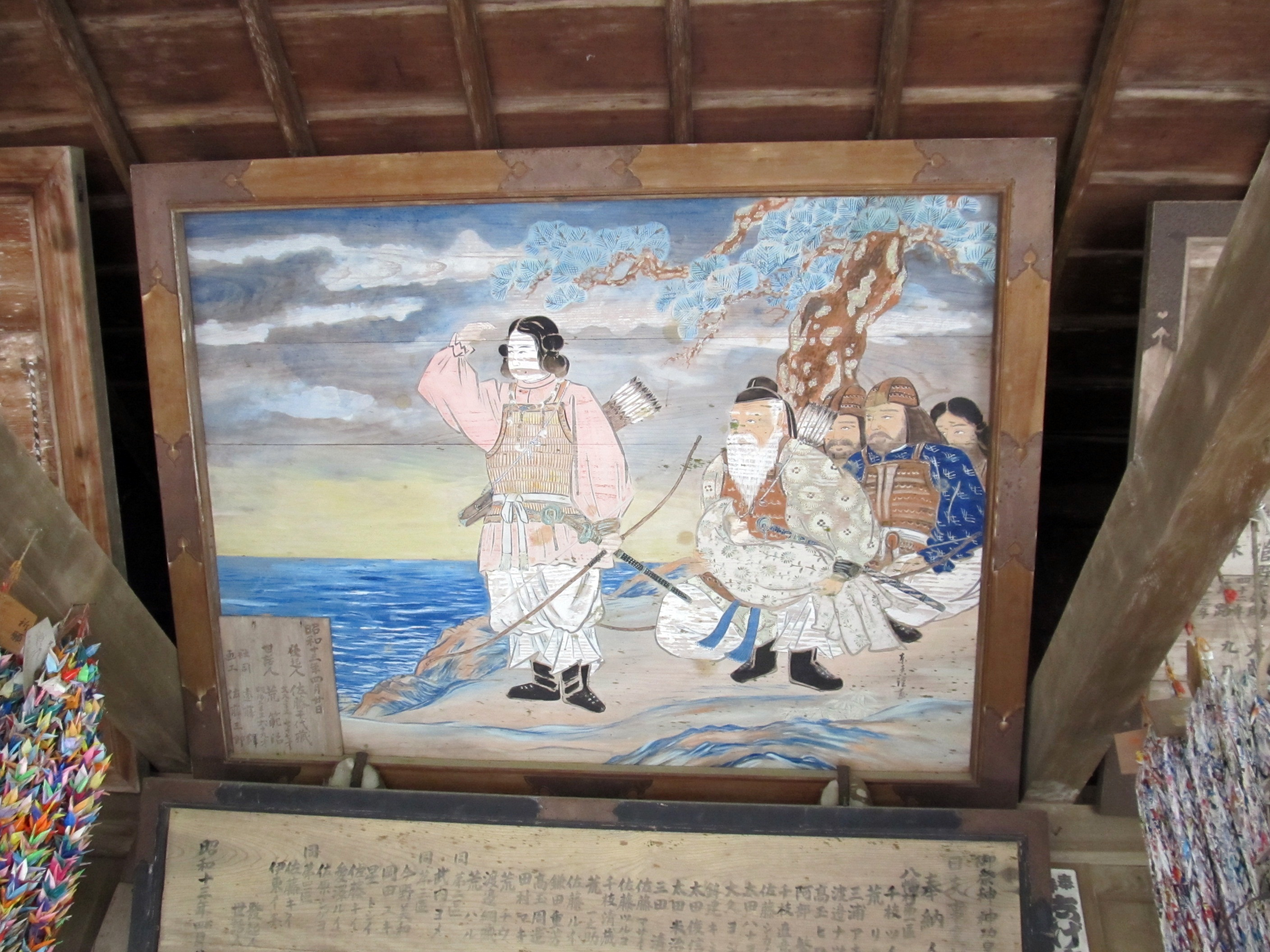
絵馬殿の「神功皇后による三韓征伐」絵馬

## 文化財

### 重要文化財（国指定）
社殿は2012年7月9日付けで、「八幡神社 4棟」の名称で国の重要文化財に指定（「拝殿・幣殿・本殿」は合わせて1棟と数える）。他に末社社殿等が重要文化財の附（つけたり）指定となっている。
- 拝殿・幣殿・本殿 （附 宮殿3基、扁額）
- 摂社若宮八幡宮本殿 （附 宮殿3基）
- 末社亀齢社本殿
- 随神門
- 附 末社住吉神社・粟島神社・貴布根神社本殿（1棟）
- 附 末社多珂神社・足尾神社本殿（1棟）
- 附 末社稲荷神社本殿

### その他の文化財
- 夫婦杉（相馬市指定天然記念物） - 樹齢800年の2本の杉で随神門北側に並んでいたが、平成14年（2002年）秋の台風で西側の1本が倒壊したため、現在は東側の1本のみが残っている。
- 扁額「八幡（鳥居扁額）」「若宮」「上高良」「下高良」「住吉」「粟島」「貴布根」 - 江戸初期の書家の佐々木玄龍の書である。
- その他に相馬中村藩歴代藩主などの奉納和歌、狩野休真成信により描かれた「相馬恕胤像掛軸」と相馬恕胤の装束が神宝として伝えられている。

## 「いもずいも」
9月第三金曜日と土曜日には宵祭りと秋の例大祭が催行される。その時に「いもずいも」という料理がふるまわれる。「いもずいも」とは芋の吸い物の意味で、無病息災祈願の意味や「八幡のいもずいもを食べると野暮が抜ける」と言い伝えられているという。また、相馬地方で江戸時代に二宮仕法を取り入れて農地改革を行った際、里芋などが入った料理を食べながら議論しすりあわせて良い案を出したことや、里芋どうしをすりあわせて皮を剥いたことから「いもずいもを食べると一皮むけて良い知恵が出るようになる、頭が良くなる」といわれている。